# Labibah Hashim
Labibah Hashim, född 1882, död 1952, var en libanesisk feminist och redaktör.  
Hon utgav 1906-1929 Fatat al-Sharq (via Kairo), en av de första feministiska tidskrifterna i arabvärlden, vilken förespråkade utbildning och politiska rättigheter för kvinnor.